# Stachyarrhena acutiloba
Stachyarrhena acutiloba är en måreväxtart som beskrevs av Julian Alfred Steyermark. Stachyarrhena acutiloba ingår i släktet Stachyarrhena och familjen måreväxter. Inga underarter finns listade i Catalogue of Life.